# NK Podravina Ludbreg
NK Podravina je nogometni klub iz Ludbrega, osnovan 25. siječnja 1919. godine.
U sezoni 2023./24. se natječe u 3. NL – Sjever.

## Povijest
Podravina je osvojila 1. mjesto 3. HNL – Istok sezone 2010./11.
Tijekom povijesti nosio je nekoliko imena:
- Ilirija (1919. – 1921.)
- SD Iovia (1921. – 1924.)
- ŠK Ludbreg (1924. – 1929.)
- SD Podravina (1930. – 1942.)
- NK Podravina (od 1946.)

## Poznati igrači i treneri
- Zoran Kastel[2]